# Facundo Daffonchio
Facundo Andrés Daffonchio  (Junín, Buenos Aires, Argentina, 2 de febrero de 1990) es un futbolista argentino. Juega de arquero en Sarmiento de Junín de la Primera Nacional.

## Trayectoria
Nació en Mechita y se mudó a los 12 años a la ciudad de Junín. Allí vivió en el barrio Villa Talleres, inició a practicar fútbol en las inferiores de Independiente de Junín, y ya con 16 años decidió irse a probar a Buenos Aires, en San Lorenzo e Independiente, aprobando ambas pruebas y escogiendo sumarse al Rojo de Avellaneda, en el que, de la mano de "Pepe" Santoro entre otros, recorrió largos años en el club, cosechando títulos en inferiores y reserva, y llegando a formar parte del plantel de Primera como tercer arquero, pero aun así, no le dieron ninguna oportunidad en casi 10 años de permanencia en la institución. 
En el 2016, finalmente luego de varias ofertas, rescinde contrato con Independiente y ficha con Atlético Tucumán, club que le puso un ojo y no dudó en contratarlo como una apuesta a futuro debido a su potencial. Sin embargo, durante toda la temporada 2016-17 -y ante la presencia de otros arqueros como Cristian Lucchetti y Josué Ayala-, Daffonchio no tuvo la posibilidad de debutar, quedando en calidad de jugador libre a mediados de 2017.
Después de estar una temporada en Independiente de Junín, entidad actuante en la Liga del Oeste de Junín, el arquero llega a Sarmiento de Junín para disputar la Primera B Nacional 2018-19|temporada 2018-19]] de la Primera B Nacional.

## Clubes
| Club                  | País      | Año         |
| --------------------- | --------- | ----------- |
| Independiente         | Argentina | 2011 - 2016 |
| Atlético Tucumán      | Argentina | 2016 - 2017 |
| Independiente (Junín) | Argentina | 2017 - 2018 |
| Sarmiento (Junín)     | Argentina | 2018 - 2020 |

## Palmarés

### Logros
| Ascenso                          | Club          | Sede     | Año     |
| -------------------------------- | ------------- | -------- | ------- |
| Campeonato de Primera B Nacional | Independiente | La Plata | 2013/14 |